# ژان-پل مائو
ژان-پل مائو (فرانسوی: Jean-Paul Maho‎؛ زادهٔ ۲۰ فوریهٔ ۱۹۴۵) دوچرخه‌سوار اهل فرانسه است.